# Nevado de San Pedro
El nevado de San Pedro es una montaña en la provincia de Jujuy, Argentina, ubicada en la serranía de Zapaleri, que es una formación paralela a la cordillera de los Andes y que forma parte del límite entre Argentina, Bolivia y Chile. La cumbre del nevado de San Pedro alcanza 5.750 m snm.
La puna en la cual se encuentra ubicado el nevado de San Pedro, posee extensas mesetas a altitudes entre 3000 a 4000 m s. n. m., que se encuentran separadas por diversas formaciones montañosas de origen volcánico. Estas mesetas son cuencas endorreicas que colectan los aportes del agua de deshielo proveniente de las montañas, formando salares y salinas. 